# 泽科内
泽科内（義大利語：Zeccone），是意大利帕维亚省的一个市镇。总面积5平方公里，人口1668人，人口密度333.6人/平方公里（2009年）。国家统计（ISTAT）代码为018185。